# Porta dos Fundos: Contrato Vitalício
Porta dos Fundos: Contrato Vitalício é um filme de comédia brasileiro lançado no dia 30 de junho de 2016. É o primeiro longa-metragem do Porta dos Fundos, dirigido por Ian SBF, escrito por Fábio Porchat e Gabriel Esteves, e estrelado por Fábio Porchat e Gregório Duvivier.
Apesar dos artistas conhecidos pelo público e do imenso sucesso do canal Porta dos fundos na internet, o filme recebeu em  geral críticas negativas. O longa ficou apenas três semanas em cartaz, tendo uma previsão inicial de dois meses.

## Elenco
- Antonio Tabet - Otalício
- Fábio Porchat - Rodrigo
- Gregório Duvivier - Miguel
- João Vicente de Castro - Luciano
- Gabriel Totoro - Wellington
- Júlia Rabello - Denise
- Luis Lobianco - Ulisses
- Marcos Veras - Lorenzo
- Rafael Portugal - Paulo
- Thati Lopes - Fernanda
- Myrella Victória - Alice
- Flávio Pardal - Motorista
- Xuxa - Ela mesma
- Marília Gabriela - Ela mesma
- Alexandre Ottoni - Ator
- Deive Pazos - Ator

## Enredo
O diretor Miguel (Gregório Duvivier) e o ator Rodrigo (Fábio Porchat) recebem o grande prêmio do júri em um badalado festival internacional de cinema. Depois de beberem demais, Rodrigo assina um contrato para participar do próximo filme do cineasta. Miguel desaparece e ressurge dez anos depois com uma proposta de fazer um longa delirante. Rodrigo já é famoso e desconfia da sanidade do diretor. Para piorar, percebe que, para honrar o contrato, será obrigado a fazer um filme que pode destruir não apenas sua carreira, mas sua vida.